# Белима Микола Григорович
Белима Мико́ла Григо́рович — сержант Збройних сил України.

## З життєпису
Закінчив Лузанівську ЗОШ.
В часі війни — доброволець, 40-й окремий мотопіхотний батальйон, 17-а окрема танкова бригада.
8 лютого 2015-го в боях за Дебальцеве зазнав поранення в голову. Лікарі зробили кілька операцій, проте 18 лютого помер у госпіталі від поранень.
Похований в Лузанівці.

## Нагороди та вшанування
За особисту мужність і героїзм, виявлені у захисті державного суверенітету та територіальної цілісності України, вірність військовій присязі під час російсько-української війни
- нагороджений орденом «За мужність» III ступеня (4.6.2015, посмертно)
- в Лузанівці відкрито меморіальну дошку його честі